# High Intensity Training
Das High Intensity Training (kurz HIT, deutsch hochintensives Training oder Hochintensitäts-Training) ist ein Trainingskonzept im Bodybuilding und Kraftsport. Es zeichnet sich durch kurze und sehr harte Trainingseinheiten aus, denen eine mehrtägige bis -wöchige Regenerationszeit folgt. Maßgebend für die Verbreitung des HIT waren der Unternehmer und Sportgerätehersteller Arthur Jones sowie der Bodybuilder Mike Mentzer mit seinem Buch Heavy Duty.

## Hintergrund
Jones berief sich in seinen ursprünglichen Entwicklungen des HIT auf Beobachtungen aus dem Tierreich, die der Hobbygroßwildjäger während seiner Reisen in Afrika, in den 1970ern, gesammelt hatte. Insbesondere bei der Beobachtung der Löwen fiel ihm der Zusammenhang zwischen der Intensität der körperlichen Anstrengung eines Tieres und der Ausbildung seiner Muskulatur auf. Während die weiblichen Tiere den ganzen Tag damit beschäftigt waren, Nahrung zu sammeln und sich um die Jungtiere zu kümmern, ruhten und schliefen die männlichen Tiere fast den ganzen Tag. Wenn die Männchen aber auf Jagd gingen, zeigten sie dabei eine ungeheuer starke Intensität bei kurzen und sehr schnellen Sprints, bei Sprüngen und dem Erlegen selbst größerer Beutetiere. Daraus schloss Jones, dass sich die sehr viel größere Muskelmasse der männlichen Tiere nicht alleine auf hormonelle Voraussetzungen zurückführen ließ, sondern auf die kurze, aber starke Bewegungsintensität gefolgt von einer längeren Ruhephase, die der Regeneration der Muskulatur diente. Seine Forderung lautete, Übungen müssten short, intense and infrequent sein, d. h., kurz, intensiv und weniger häufig ausgeführt werden.

## Grundlagen
Der Grundgedanke beim HIT ist, den Wachstumsreiz für den Muskel mit einer hochintensiven, aber kurzen Belastung zu setzen. Trainiert wird mit hohen Belastungsintensitäten bis zur lokalen Erschöpfung der Muskulatur, wobei der Belastungsumfang (Satz- und Wiederholungsanzahl) vergleichsweise gering ist. Es hat sich nach den Vorstellungen Mentzers eine Sieben-Sekunden-Regel etabliert, die besagt, dass die Zeit der Kontraktion drei Sekunden dauern soll, eine Sekunde das Gewicht still gehalten und drei weitere Sekunden schließlich herabgelassen werden soll. Bei sauberer Ausführung dürfen so maximal sechs bis zehn Wiederholungen möglich sein, so dass bei der letzten Ausführung der sogenannte „Punkt des momentanen Muskelversagens“ erreicht wird. Von jeder Übung dürfen maximal zwei Sätze ausgeführt werden.
Die bekanntesten Anwendungsformen des HIT nennen sich Heavy Duty und Superslow. Das Gegenmodell zum HIT stellt das im klassischen Bodybuilding häufig praktizierte Volumentraining dar, das durch lange Trainingseinheiten mit hohen Belastungsumfängen charakterisiert ist.

## Ausgewählte Techniken
Intensivwiederholungen
Bei sogenannten „erzwungenen Wiederholungen“ erhält der Trainierende nach Erreichen des Muskelversagens von einem Trainingspartner gerade so viel Hilfe, dass noch einige zusätzliche Wiederholungen möglich sind. Wichtig ist, dass der Trainingspartner erst dann eingreift, wenn der Trainierende diese Unterstützung wirklich benötigt. Der Trainierende sollte auch dann noch die Hauptlast bewältigen. Beim Kurzhanteltraining ist es ohne Weiteres möglich, sich selbst mit der jeweils anderen Hand zu unterstützen. Ein großer Vorteil dieser Technik ist, dass die korrekte Ausführung der Übung nicht abgefälscht werden muss.
Negativwiederholungen
Der Ablauf jeder einzelnen Wiederholung einer Übung setzt sich aus einer positiven (konzentrischen) und einer negativen (exzentrischen) Phase zusammen. Wird in der positiven Phase der Bewegung der Punkt des Muskelversagens erreicht, wird mit dem gleichen Gewicht nur noch der exzentrische Ablauf der Bewegung ausgeführt. Die konzentrische Bewegung hingegen wird zum größten Teil von einem Trainingspartner übernommen. Da der Körper in der exzentrischen Phase über weitaus höhere Energiereserven verfügt, können so sehr gut neue Trainingsreize gesetzt werden. Diese Technik erfordert hohe körperliche Anstrengung und sollte nicht in jeder Trainingseinheit eingesetzt werden.
Teilwiederholungen
Nach Erreichen des Muskelversagens werden noch einige Teilwiederholungen ausgeführt. Der Bewegungsradius wird mit fortschreitender Erschöpfung der Muskulatur verringert. So sind leicht noch bis zu zehn weitere (Teil-)Wiederholungen möglich. Ob diese Technik am Ausführungsbeginn oder -ende der Bewegung eingesetzt wird, ist je nach Übung unterschiedlich. So sollten beim Bankdrücken Teilwiederholungen im oberen Bereich des Bewegungsablaufes und bei Langhantelcurls beim Kontrahieren des Bizeps ausgeführt werden.
Supersätze
Werden zwei Übungen direkt hintereinander ausgeführt, ohne zu pausieren, wird dies als Supersatz bezeichnet. Die Pause sollte das Wechseln von einer zur anderen Übung nicht überschreiten. Supersätze bestehen aus einer Kombination zweier Übungen für gegeneinander arbeitende Muskeln (z. B. Bizeps und Trizeps). Hier sollte sich ein Satz Armbeugen direkt einem Satz Armstrecken anschließen. Pausiert wird erst, wenn beide Sätze vollständig abgeschlossen sind. Es ist auch eine Kombination für ein und denselben Muskel möglich.
Vorermüdung
Vermutlich können die großen Muskeln, wie der Musculus pectoralis major (größerer Brustmuskel), der Musculus latissimus dorsi (großer Rückenmuskel) und der Musculus quadriceps femoris (vierköpfiger Oberschenkelmuskel), mit den Grundübungen wie Bankdrücken, Latziehen und Kniebeugen nicht völlig ausgelastet werden. Die kleineren an den Grundübungen beteiligten Muskeln (Weak Links) ermüden bereits vorab. Es ist erforderlich, die sogenannten großen Muskeln bereits vorher zu belasten. Eines der bekanntesten Vorermüdungsbeispiele ist eine Kombination aus Butterfly und anschließendem Bankdrücken. Beim Bankdrücken ohne Vorermüdung begrenzt nicht die Brust-, sondern die Trizepsmuskulatur die maximale Anzahl der Wiederholungen. Allerdings wurde bewiesen, dass Vorermüdung eher gegenteiligen Effekt hat. Anstatt die Ausbelastungsintensität zu steigern wird sie verringert, da die Aktivität im ermüdeten Muskel sinkt.
Nachermüdung
Besser als Vorermüdung ist Nachermüdung. Hierbei wird die Isolationsübung nach Beendigung der Grundübung ausgeführt. Es wurde in Studien einschlägig bewiesen, dass die Ausbelastung im Vergleich zu Vorermüdung signifikant gesteigert wird.
Hochintensives Intervalltraining
Beim hochintensiven Intervalltraining (auch Rest-Pause-Training) wird bis zum Wiederholungsmaximum (auch mit Hilfe eines Trainingspartners) mit dem maximal erreichbaren Gewicht trainiert. Anschließend ist das Gewicht für einige Sekunden abzulegen. Nach Wiederaufnahme des Gewichtes werden noch einige zusätzliche Wiederholungen ausgeführt. Dieser Vorgang kann auch mehrfach wiederholt werden. Der Vorteil dieser Methode besteht darin, dass sie ohne Partner ausgeübt werden kann und nicht jeder Trainingssatz mit der maximal erreichbaren Wiederholungszahl abgeschlossen werden muss. Ein mehrfaches darüber Hinausgehen ist möglich.
21er-Sätze
Eine alte, aber dennoch recht unbekannte und wenig verwendete Intensitätstechnik sind die „21er-Sätze“. Dazu wird der Bewegungsablauf in zwei Hälften eingeteilt. Ausgeführt werden die ersten sieben Bewegungen im unteren und anschließend weitere sieben im oberen Bereich des Bewegungsablaufes. Direkt im Anschluss ohne Pause werden die letzten Wiederholungen (bis zum Muskelversagen) über den gesamten Bewegungsablauf ausgeführt. Zum isolierten Trainieren des Bizeps auf der Scottbank ist diese Übung bestens geeignet. Rückenübungen hingegen sind relativ ungeeignet, da hier kein „toter Punkt“ überwunden werden muss. Zu beachten ist, dass bei den „21ern“ mit einem geringeren Gewicht eingestiegen werden muss. Somit wird ein zu starkes Abfälschen am Ende der Übung verhindert. Das Gewicht wird so gewählt, dass die Energiereserven nicht schon nach zehn Wiederholungen vollständig verbraucht sind. Wenn die vorgegebene Wiederholungszahl nicht eingehalten werden kann, sind ein bis zwei Wiederholungen mehr oder weniger vollkommen in Ordnung.
Abgefälschte Wiederholungen, bei denen so viele Wiederholungen wie möglich in korrekter Ausführung absolviert und die Übungen anschließend mit Hilfe von Schwungkräften und dem Einsatz anderer Muskeln für einige weitere Wiederholungen modifiziert werden, sollten beim HIT nicht eingesetzt werden, da hier eine saubere Übungsausführung absolut entscheidend ist. Da eine Wiederholung beim High Intensity Training ca. sieben Sekunden andauert, wirkt sich „Schwungholen“ kontraproduktiv aus.
Reduktions- bzw. Dropsätze, sind keine Intensitätstechniken im strengen Sinne, weil die Belastung oft unnötig verlängert wird.

## Erfolgreiche Bodybuilder
Zu den erfolgreichsten professionellen Bodybuildern, die unter Anwendung von HIT trainierten, zählen insbesondere Dorian Yates (sechsfacher Mr.-Olympia-Sieger), Mike Mentzer (Mr.-Universum-Sieger 1978, 2. Platz beim Mr.-Olympia-Wettbewerb 1979) und Casey Viator (3. Platz beim Mr.-Olympia-Wettbewerb 1982).